# Mukti
La mukti (devanāgarī: मुक्ति) ce terme féminin sanskrit signifie : libération ; en  philosophie : délivrance finale, salut ; elle est l'opposé de bandha. Ce terme se rencontre fréquemment dans les philosophies indiennes.
Dans le sikhisme, la mukti est l'achèvement d'une vie centrée sur Waheguru : Dieu plutôt que sur son propre ego et sa production de karma. L'éveil, l'illumination, la réalisation de l'Un sont des synonymes du mot mukti. La méditation ou Naam Simran, la prière centrée sur le mantra Naam ou le Mul Mantra aide à achever cette voie.